# Nowy Dwór (rejon postawski)
Nowy Dwór (biał. Новы Двор; ros. Новый Двор) – dawna wieś na Białorusi, w obwodzie witebskim, w rejonie postawskim, w sielsowiecie Jarzewo.

## Historia
W czasach zaborów wieś w gminie Jasiewo, w powiecie święciańskim, w guberni wileńskiej Imperium Rosyjskiego. W 1905 roku liczyła 249 mieszkańców, 481 dziesięcin.
Od 11 kwietnia 1922 wieś leżała w Polsce, w województwie wileńskim, w powiecie święciańskim w gminie Jasiewo, od 1926 roku w powiecie postawskim, w gminie Postawy.
W 1931 wieś w 41 domach zamieszkiwało 199 osób.
W 1938 roku miejscowość należała do gromady Zadziewie gminy Postawy.
Po agresji ZSRR na Polskę w 1939 roku wieś znalazła się w granicach BSRR. W latach 1941–1944 była pod okupacją niemiecką. Następnie leżała w BSRR. Od 1991 roku w Republice Białorusi.
W 1954 roku wybudowano tu bazę lotniczą Wojskowych Sił Powietrznych. Stacjonowały w niejː 305 Pułk Lotnictwa Bombowego (30 bombowców Su-24) oraz 378 Oddzielny Pułk Lotnictwa Szturmowego (32 samoloty Su-25). Baza funkcjonowała do 1995 roku. Lotników służących na lotnisku upamiętnia samolot MIG-23 ustawiony przy drodze R27 na wschód od Postaw. 25 marca 2022 r. wieś została zlikwidowana decyzją Rady Rejonu Postawskiego.